# VW 1100.1
Der Containerschiffstyp VW 1100.1 der Volkswerft Stralsund wurde in einer Serie von neun Einheiten gebaut.

## Einzelheiten
Die Baureihe VW 1100.1 der Volkswerft wurde in den Jahren 1995/96 für verschiedene deutsche Reedereien gebaut. Der Entwurf ist eine Weiterentwicklung des Grundtyps VW 1100 und geht auf den in den 1980er Jahren beim Bremer Vulkan entworfenen und gebauten Schiffstyp BV 1000 zurück.
Die Schiffe sind als Mehrzweck-Trockenfrachtschiffe mit weit achterem Deckshaus ausgelegt. In der Hauptsache werden sie im Containertransport eingesetzt. Die Containerkapazität wurde im Vergleich zum Vorgängertyp leicht erhöht und beträgt 1122 TEU, bei homogen beladenen 14-Tonnen-Containern sind es weniger. Die Schiffe besitzen drei Laderäume, die mit Pontonlukendeckeln verschlossen werden. Die Schiffe wurden zum Einsatz in Gebieten mit schlecht ausgebauter Hafeninfrastruktur entwickelt und sind daher mit jeweils zwei mittschiffs angeordneten NMF-Kränen von je 45 Tonnen Kapazität ausgerüstet.
Ein gemeinsames Charakteristikum der Typen BV 1000, VW 1100 und VW 1100.1 ist die schräg zulaufende Verjüngung der beiden oberen Decks des Deckshauses. Eine Weiterentwicklung des Typs 1100.1 ist der Wellenbrecher auf der Back, der bei den beiden für die Reederei Buss gebauten Einheiten als komplette Überdachung der Back ausgeführt wurde. Die Schiffe sind mit am Heck angeordneten Freifallrettungsbooten ausgerüstet.
Der Antrieb der Schiffe besteht aus einem Zweitakt-Dieselmotor des Herstellers Dieselmotorenwerk Rostock mit einer Leistungen von rund 10.900 kW. Der Motor wirkt nicht wie beim Typ VW 1100 direkt auf einen Festpropeller, sondern  auf eine Verstellpropelleranlage und einen Wellengenerator der AEM Dessau. Der im Vergleich zum Vorgängertyp stärkere Motortyp ermöglicht 19 Knoten Dienstgeschwindigkeit und 19,5 Knoten Höchstgeschwindigkeit. Weiterhin stehen drei Hilfsdiesel und ein Notdiesel-Generator zur Verfügung. Die An- und Ablegemanöver werden durch ein Bugstrahlruder unterstützt.

## Bauliste
| VW 1100.1 Containerschiffe | VW 1100.1 Containerschiffe | VW 1100.1 Containerschiffe | VW 1100.1 Containerschiffe | VW 1100.1 Containerschiffe          | VW 1100.1 Containerschiffe |
| Bauname                    | Baunummer                  | IMO-Nummer                 | Ablieferung                | Auftraggeber                        | Umbenennungen und Verbleib |
| -------------------------- | -------------------------- | -------------------------- | -------------------------- | ----------------------------------- | --- |
| Weser Trader               | 404                        | 9117650                    | 30.11.1995                 | Reederei Hermann Buss, Leer         | CTE Algeciras → Weser Trader → Maersk La Guaira → Melfi Canada → Cala Palmira → CS Tina → St. John Faith → CS Tina → HH Tina → 2019 Abbruch in Chittagong |
| Jade Trader                | 405                        | 9117662                    | 28.12.1995                 | Reederei Hermann Buss, Leer         | 1996 OOCL Accord, 1998 Jade Trader, 2011 CNP Ilo, 2019 Abbruch in Alang                                                                                   |
| Jork                       | 406                        | 9126962                    | 10.04.1996                 | Rolf Fischer, Jork                  | 2008 Sanne, 2012 Luzon |
| Weisshorn                  | 407                        | 9126974                    | 10.05.1996                 | Contal Schiffahrts KG, Jork         | 1998 P&O Nedlloyd Mauritius, 1999 Weisshorn, 2000 DAL East London, 2001 Weisshorn 2002 MSC Ghana, 2004 Weisshorn, 2019 verschrottet                       |
| Rothorn                    | 408                        | 9126986                    | 12.07.1996                 | Contal Schiffahrts KG, Jork         | 1998 Guatemala, 2001 MOL Amazonas, 2002 Rothorn, 2019 Abbruch in Alang                                                                                    |
| Titan                      | 409                        | 9126998                    | 16.08.1996                 | Reederei Heinz Corleis, Drochtersen | 1996 Hispaniola, 2002 Cala Pacuare, 2006 Titan, 2017 JSP Titan, 2017 Boundary                                                                             |
| Caravelle                  | 410                        | 9127007                    | 02.10.1996                 | Reederei Gebr. Winter, Hamburg      | 1996 UB Puma, 1997 Caravelle, 2001 Pellini, 2002 Cala Porlamar, 2003 Caravelle, 2004 Shion, 2006 USL Kiwi, 2009 Caravelle, 2010 Jaguar                    |
| Mardia                     | 411                        | 9127019                    | 15.11.1996                 | Klaus tom Wörden, Oldendorf         | 2000 Polynesia, 2008 Cap Tapaga, 2014 Maron, 2014 verschrottet                                                                                            |
| Ocean                      | 412                        | 9127021                    | 12.12.1996                 | Reinhold Nibbe, Jork                | 1997 Ankara, 1998 Ocean, 1999 Urundi 2001 Ocean, 2002 Cala Providencia, 2003 Ocean, 2017 AVRA Miteras, 2022 MSC Izmir F                                   |